# 加姆瑟峰

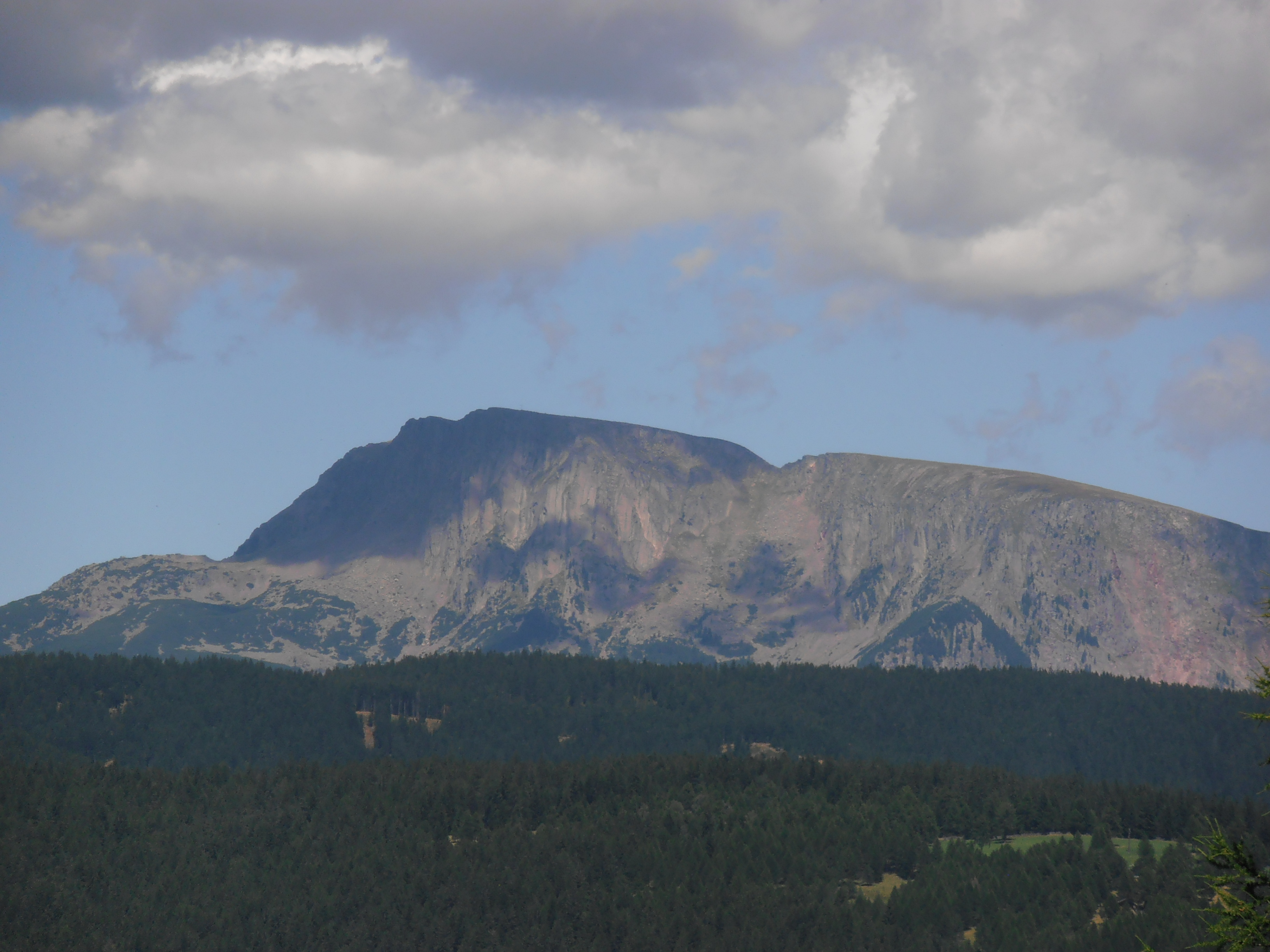

46°38′02″N 11°24′39″E / 46.633812°N 11.410732°E
加姆瑟峰（德語：Gamser Spitze），是意大利的山峰，位於該國東北部，由博爾扎諾-南蒂羅爾自治省負責管轄，屬於萨恩塔尔山脉的一部分，海拔高度2,155米。